# KK’s Priest
KK’s Priest ist eine US-amerikanisch-britische Supergroup um den ehemaligen Judas-Priest-Gitarristen K. K. Downing.

## Bandgeschichte
2019 spielte K.K. Downing eine Show bestehend aus Judas-Priest-Stücken mit Megadeths Bassisten David Ellefson unter dem Namen Megapriest. Neben Ellefson waren der ehemalige Priest-Sänger Tim „Ripper“ Owens, der Gitarrist A.J. Mills sowie der Schlagzeuger Les Binks an der Performance beteiligt. Beim Zugabenteil sang außerdem Thom Hazaert von Ellefsons Band mit. Aus diesem kurzzeitigen Projekt entstand die Idee zu KK’s Priest. Die Band wurde im gleichen Jahr gegründet, jedoch ohne Ellefson, der mit Megadeth ausgelastet war. Stattdessen kam Tony Newton (ex-Voodoo Six) in die Band.
2021 musste Les Binks die Band aus gesundheitlichen Gründen kurz vor den Aufnahmen für ihr Debütalbum verlassen. Für ihn kam Sean Elg. KK’s Priests Debütalbum Sermons of the Sinner erschien am 1. Oktober 2021 über Ex1 Records und erreichte Platz 18 der deutschen, Platz 13 der österreichischen, Platz zwölf der Schweizer und Platz 54 der britischen Albumcharts.

## Stil
Wie schon der Bandname sowie Teile der Besetzung nahelegen, enthält der musikalische Stil ebenfalls bewusste Referenzen auf Downings erste Band, Judas Priest. Die Band spielt klassischen Heavy Metal, und Downing als einer der ehemaligen Hauptsongwriter von Judas Priest führt seinen Stil weiter fort. Zusätzlich werden bei KK′s Priest auch Gitarrenriffs von Downing verarbeitet, die ursprünglich noch zu seinen Judas-Priest-Zeiten geschrieben wurden. Die Gitarrenarbeit steht dabei stark im Vordergrund und wird in Rezensionen lobend erwähnt. Dominik Rothe von metal.de urteilt: „‚Sermons Of The Sinner‘ strotzt nur so vor Spielfreude und Power. Fast so als wollten <sic!> sich die Band beweisen, wie man es für gewöhnlich nur von absoluten Newcomern kennt.“ Die Texte sind meistens simpel gehalten und handeln vornehmlich vom Heavy-Metal-Lifestyle und seinen Klischees. Sänger Owens bekennt freimütig, dass er mit dieser Art von „cheesy Lyrics“ kein Problem hat, da diese mit einen Teil des Erfolges einer Metalband ausmachen können.

## Rezeption
Durch die Vergangenheit Downings wird die Band logischerweise mit Judas Priest verglichen. Die erkennbaren Parallelen stoßen auf geteilte Meinungen, genauso wie die Texte, die sich zu großen Teilen mit dem Heavy Metal Lifestyle befassen und keine tiefergehende Substanz haben. Rezensent Matthias Mader vom Rock Hard befindet, dass „… die Selbstzitate [] sich in Grenzen [halten] (und das, obwohl ein paar verschollene Riffs aus den Achtzigern ihren Weg auf die Platte gefunden haben)…“, wünscht sich aber gleichzeitig, „K.K. würde sich mit seinen Priestern in die Höhen von „Firepower“ aufschwingen können“. Reviews, die insgesamt positiv über den musikalischen Aspekt des Debütalbums urteilen, bemerken dennoch, dass die Texte den Hörgenuss eintrüben können („«We’re brothers of the road and we rock / We’re brothers of the road and we never stop», geht es noch klischeehafter?“). Bleeding4Metal verortet die Texte „aus dem Baukasten, quasi dem PRIEST-O-Mat“, bescheinigt aber „Einige von KKs Riffs auf ‚Sermons Of The Sinner‘ sind wirklich allererste Metalsahne, Rippers Sirene macht 2021 nochmal den Unterschied“.

## Diskografie

### Studioalben
| Jahr | Titel Musiklabel                   | Höchstplatzierung, Gesamtwochen, AuszeichnungChartplatzierungen (Jahr, Titel, Musiklabel, Platzierungen, Wochen, Auszeichnungen, Anmerkungen) | Höchstplatzierung, Gesamtwochen, AuszeichnungChartplatzierungen (Jahr, Titel, Musiklabel, Platzierungen, Wochen, Auszeichnungen, Anmerkungen) | Höchstplatzierung, Gesamtwochen, AuszeichnungChartplatzierungen (Jahr, Titel, Musiklabel, Platzierungen, Wochen, Auszeichnungen, Anmerkungen) | Höchstplatzierung, Gesamtwochen, AuszeichnungChartplatzierungen (Jahr, Titel, Musiklabel, Platzierungen, Wochen, Auszeichnungen, Anmerkungen) | Anmerkungen                              |
| Jahr | Titel Musiklabel                   | DE | AT | CH | UK | Anmerkungen                              |
| ---- | ---------------------------------- | --- | --- | --- | --- | ---------------------------------------- |
| 2021 | Sermons of the Sinner Ex1 Records  | DE18 (2 Wo.)DE | AT13 (1 Wo.)AT | CH12 (3 Wo.)CH | UK54 (1 Wo.)UK | Erstveröffentlichung: 1. Oktober 2021    |
| 2023 | The Sinner Rides Again Ex1 Records | DE11 (1 Wo.)DE | AT14 (1 Wo.)AT | CH10 (1 Wo.)CH | — | Erstveröffentlichung: 29. September 2023 |

### Musikvideos
- 2021: Brothers of the Road
- 2021: Raise Your Fists
- 2021: Return of the Sentinel